# Łożok (obwód nowosybirski)
Łożok (ros. Ложок) – osiedle w Rosji, w obwodzie nowosybirskim, w rejonie nowosybirskim. W 2010 liczyło 66 mieszkańców.